# شینجوکو-کو، توکیو

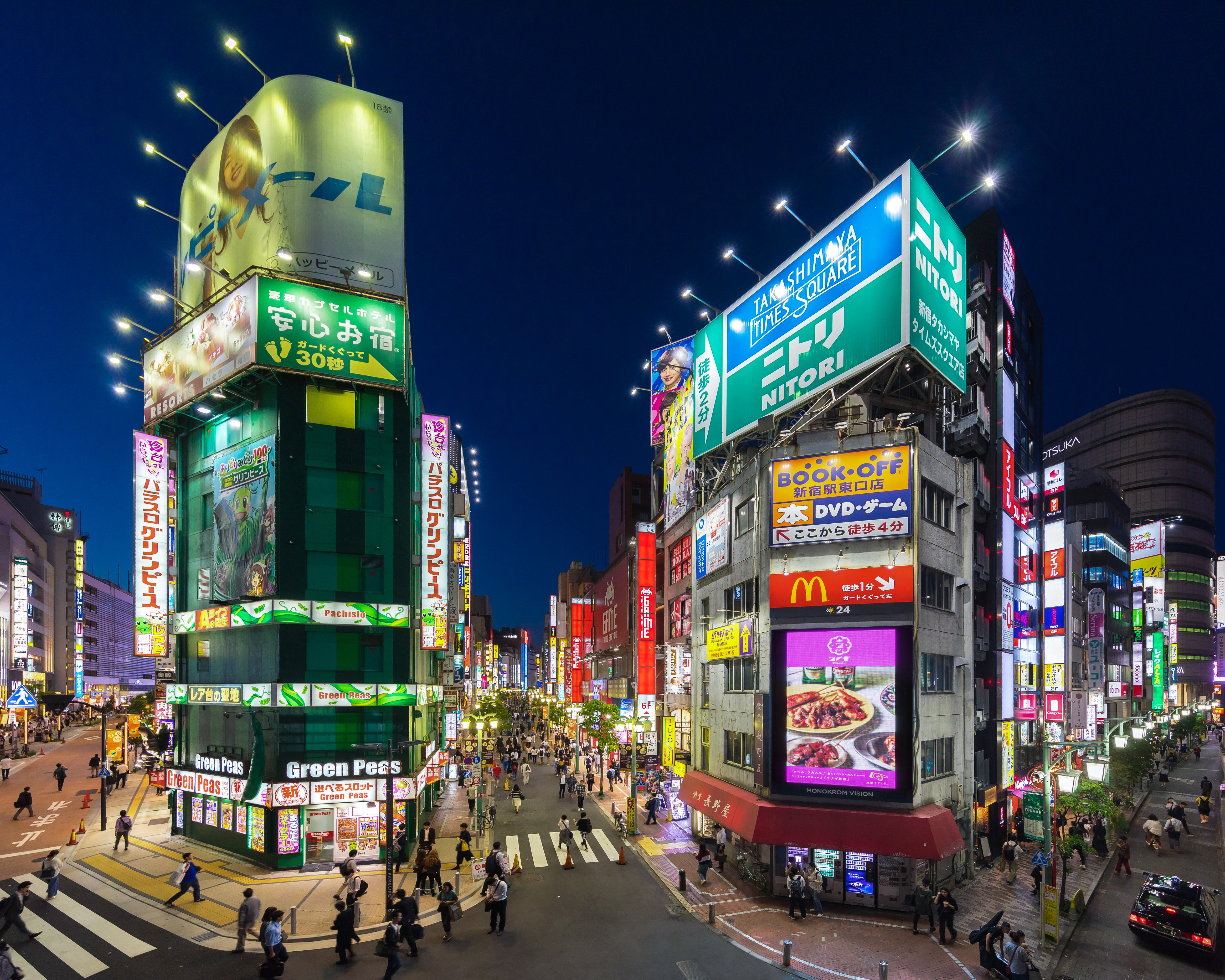
نگاره‌ای از خیابان کوشو-کایدو در ساعات آبی. منطقهٔ سرگرمی، شینجوکو-کو، توکیو.

منطقهٔ شینجوکو (به ژاپنی: 新宿区 Shinjuku-ku) یکی از ۲۳ منطقه ویژه توکیو پایتخت ژاپن است.
مساحت آن ۱۸٬۲۳ کیلومتر مربع است. از سال ۱۹۹۱ میلادی شهرداری توکیو در نیشی شینجوکو مستقر شده است. به علت واقع شدن پارک شینجوکو گیوئن و پارک میجی جینگو گایئن در قسمت جنوبی آن، این منطقه از نظر زیبایی طبیعت و سرسبزی نیز غنی است. دانشگاه‌های بسیاری از قبیل دانشگاه واسدا، دانشگاه توکیو ریکا در شینجوکو قرار دارند. ایستگاه شینجوکو شلوغ‌ترین ایستگاه قطار ترمینال و اصلی توکیو محسوب می‌شود، به همین خاطر افزایش جمعیت در طول روز در این منطقه بسیار چشمگیر است.

## تاریخچه
در سال ۱۶۳۴، در دوره ادو، با ساختن خندق بیرونی قلعه ادو، تعدادی معبد و معبد مقدس به منطقه یوتسویا در لبه غربی شینجوکو منتقل شدند. در سال ۱۶۹۸، Naitō-Shinjuku به عنوان ایستگاه جدید (shin) (شوکو یا جوکو) در Kōshū Kaidō، یکی از بزرگراه‌های مهم آن دوره، توسعه یافت. Naitō نام خانوادگی یک «دایمیو» بود که عمارتش در منطقه واقع بود. زمین او اکنون یک پارک عمومی است.
در سال ۱۹۲۰، شهر Naitō-Shinjuku، که بخشهای زیادی از Shinjuku امروزی (محله، نه شهرداری) را شامل می‌شد، بخشهایی از Nishi-Shinjuku و Kabukichō در شهر توکیو ادغام شد. شینجوکو پس از زلزله بزرگ کانتی در سال ۱۹۲۳ شروع به شکل‌گیری کرد، زیرا منطقه پایدار لرزه ای تا حد زیادی از ویرانی نجات یافت. در نتیجه، West Shinjuku یکی از معدود مناطقی در توکیو است که آسمان خراش‌های زیادی دارد.

## نگارخانه

آسمانخراش‌های منطقهٔ شینجوکو
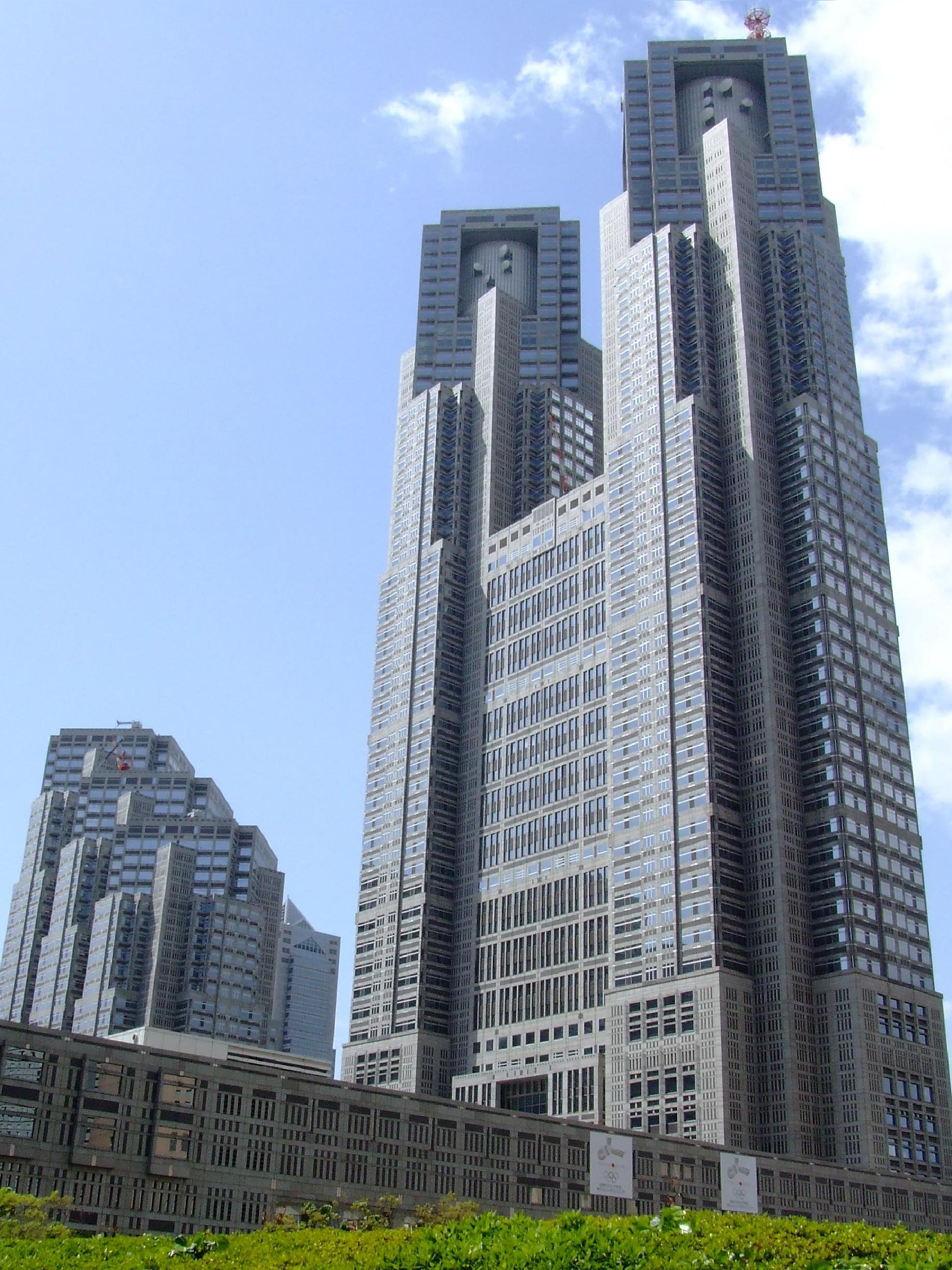
شهرداری توکیو در نیشی شینجوکو
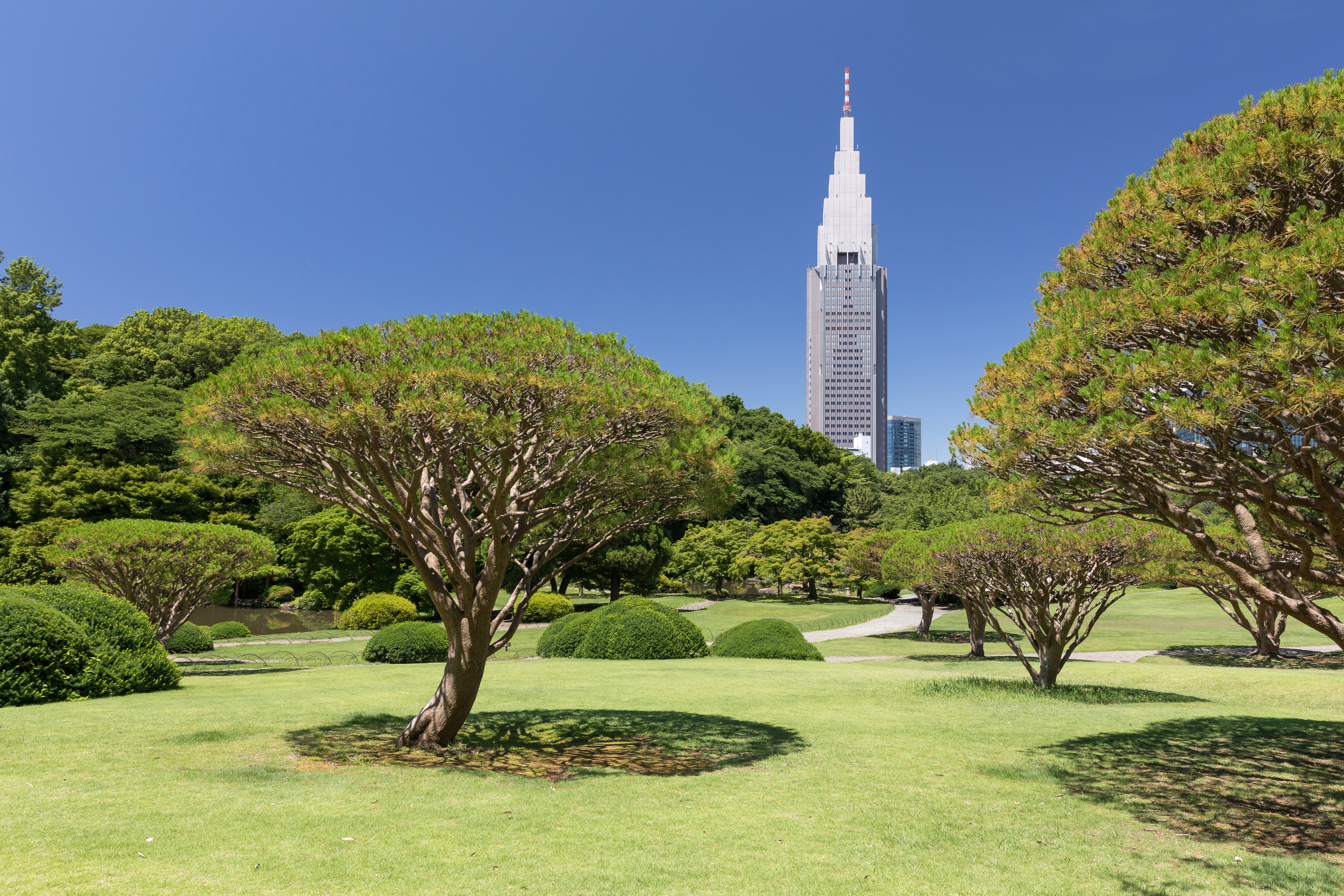
نگاره‌ای از پارک شینجوکو گیوئن و ساختمان ان‌تی‌تی دوکومو یوگوگی (en) در منطقهٔ شینجوکو-کو